# Tropaeolum peltophorum
Tropaeolum peltophorum är en krasseväxtart som beskrevs av George Bentham. Tropaeolum peltophorum ingår i släktet krassar, och familjen krasseväxter. Inga underarter finns listade i Catalogue of Life.